# New Holland (Lincolnshire)
New Holland è un villaggio e parrocchia civile dell'Inghilterra, appartenente alla contea del Lincolnshire.